# Kallen (kulle i Antarktis)
Kallen är en kulle i Antarktis. Den ligger i Östantarktis. Norge gör anspråk på området. Toppen på Kallen är 2 425 meter över havet, eller 210 meter över den omgivande terrängen. Bredden vid basen är 2,0 km.
Terrängen runt Kallen är varierad. Trakten är obefolkad. Det finns inga samhällen i närheten. 